# 乌代德空军基地
乌代德空军基地（英語：Al Udeid Air Base），位于卡塔尔首都多哈西南35公里，是美国驻海外最大军事基地之一，也是英国海外军事基地之一。
2003年，美军联合空战中心由沙特阿拉伯的苏丹王子空军基地迁至此处。
後來乌代德空军基地不断扩建，随着美軍从伊拉克和阿富汗的撤兵，美军可能将这里建成中东地区永久军事基地。

## 襲擊
2025年6月23日，伊朗稱向基地發射多枚導彈

### 引用
1. ↑  . Now 新聞. 2025-06-24  [2025-06-23] （中文（香港））.